# قهرمان و ترور
قهرمان و ترور (به انگلیسی: Hero and the Terror) یک فیلم اکشن آمریکایی محصول سال ۱۹۸۸ میلادی با بازی چاک نوریس و کارگردانی ویلیام تانن است.
این فیلم بر اساس رمان مایکل بلودتت در سال ۱۹۸۲ با همین نام ساخته شده‌است.

## بازیگران
- چاک نوریس … دنی اوبراین
- برایان تایر … کی
- استیو جیمز … رابینسون
- جک اوهالوران … سیمون مون
- جفری کرامر … دوایت
- ران اونیل … شهردار
- مورفی دونن … مدیر تئاتر
- هدر بلودت … بتسی
- تونی دی‌بدنتو … دوبینی
- بیلی دراگو … دکتر
- جو گوزالدو … کوپلی
- پیتر میلر … رئیس پل
- کارن واتر
- کامیون گلدمن
- کریستین واگنر

## تولید
فیلم قهرمان و ترور اولین تلاش مهم چاک نوریس برای تنوع بخشیدن به نقشهای تکراری رزمی خودش بود.

### باکس آفیس
قهرمان و ترور ۱٫۸۴ میلیون دلار در کل هفته اول هفته خود در گیشه کسب کردند و در هفته دوازدهم ناامیدکننده به پایان رسید. در کل ۶ میلیون دلار درآمد داشت

## انتشار فیلم
این فیلم در ۲۶ اوت ۱۹۸۸ در ایالات متحده آمریکا به نمایش درآمد. ولی نخستین بار در ژوئن سال ۲۰۱۵ توسط Kino Lorber روی نسخه‌های بلوری منتشر شد.